# Campodorus stenocerus
Campodorus stenocerus là một loài tò vò trong họ Ichneumonidae.